# Ol'ga Burjakina
Ol'ga Valentinovna Erofeeva, coniugata Burjakina (in russo Ольга Валентиновна Ерофеева-Бурякина?; Mosca, 17 marzo 1958), è un'ex cestista sovietica.

## Carriera
Con l'Unione Sovietica ha disputato i Giochi olimpici di Seul 1988, i Campionati mondiali del 1983 e sei edizioni dei Campionati europei (1978, 1980, 1981, 1983, 1985, 1987).

## Palmarès
- Coppa Ronchetti: 1

CSKA Mosca: 1984-85